# Âu Lạc
Âu Lạc (chữ Hán:甌貉/甌駱;) là nhà nước cổ của người Việt cổ được thành lập tại miền Bắc Việt Nam bởi một nhân vật có thật tên là Thục Phán (An Dương Vương). Nhà nước này đã thống nhất 2 bộ tộc Âu Việt - Lạc Việt (Sử gọi là Văn Lang) lại với nhau và đã bảo vệ đất nước thành công trước cuộc xâm lược của nhà Tần, nhưng sau cùng, nhà nước sụp đổ do thất bại trước Nam Việt của Triệu Đà (một quan lại nhà Tần), tạo cơ sở cho nhà Hán xâm lược sau này.
Nhà nước này kế tục nhà nước mang tính truyền thuyết Văn Lang của các vua Hùng. Kinh đô của Âu Lạc đặt tại Cổ Loa, ngày nay thuộc xã Cổ Loa, huyện Đông Anh, Hà Nội.

## Hình thành
Theo hai bộ sử ký Đại Việt sử ký toàn thư (viết ở thế kỷ 15) và Đại Việt sử lược (viết ở thế kỷ 13), thì nhà nước Âu Lạc được Thục Phán (thủ lĩnh bộ tộc Âu Việt) thành lập vào năm 257 TCN sau khi đánh bại vị vua Hùng cuối cùng của nước Văn Lang, ông lên ngôi và lấy niên hiệu là An Dương Vương. Nhà nước này tồn tại đến năm 208 TCN.
Cựu Đường thư (Hậu Tấn – Lưu Hú soạn, 945 SCN), quyển 41, Chí 21, Địa lí 4, dẫn Nam Việt chí (viết thời Lưu Tống, 420 – 479) chép gần tương tự: 
"Đất quận Giao Chỉ rất là màu mỡ, ngày xưa có quân trưởng gọi là Hùng Vương, phụ tá là Hùng Hầu. Sau có vua Thục đem ba vạn lính đánh diệt Hùng Vương đi. Vua Thục nhân đó cho con mình làm An Dương Vương, trị đất Giao Chỉ. Đất nước ấy ở phía đông huyện Bình Đạo ngày nay. Thành nước ấy có chín vòng, chu vi chín dặm, dân chúng đông đúc".
Tuy nhiên theo bộ sử ký của Tư Mã Thiên (quan nhà Hán) viết vào thế kỷ 1 TCN viết rằng, năm 218 TCN - hoàng đế nhà Tần - Trung Quốc là Tần Thủy Hoàng sai tướng Đồ Thư mang 50 vạn quân xâm lược các bộ tộc Việt ở phương Nam. Người Việt cử người tuấn kiệt là Thục Phán lên làm lãnh đạo chống lại và giành thắng lợi trước quân Tần - tướng Đồ Thư bị diệt, như vậy căn cứ vào bộ sử ký của Tư Mã Thiên thì thời gian hình thành Âu Lạc muộn hơn vào khoảng sau năm 218 TCN, bộ sử ký cho thấy nhà nước này tồn tại từ năm 208 TCN đến năm 179 TCN.

## Địa lý

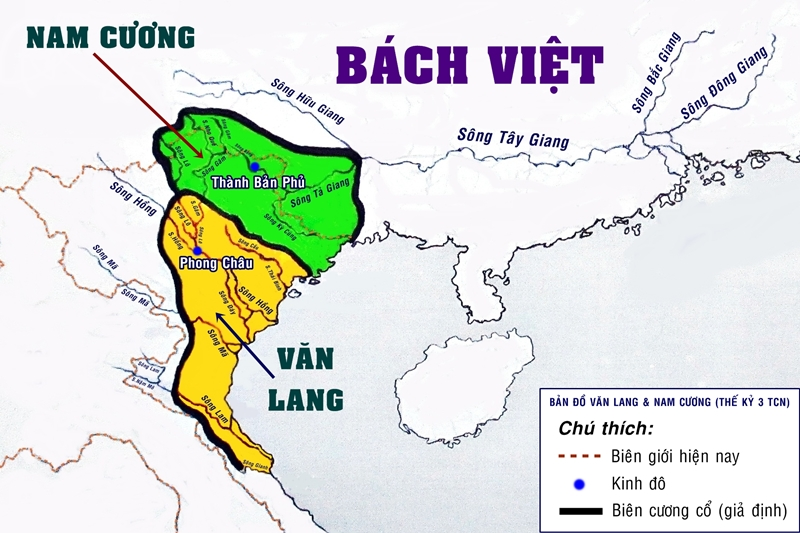
Bản đồ Văn Lang của Hùng Vương và Nam Cương của Thục Phán.

Sau khi đánh bại vua Hùng thứ 18, Thục Phán sáp nhập lãnh thổ Văn Lang của tộc Lạc Việt và lãnh thổ của bộ tộc mình (Âu Việt) và hình thành nên một nhà nước mới là Âu Lạc (kết hợp giữa người Âu Việt và người Lạc Việt)
Lãnh thổ Âu Lạc gồm lãnh thổ cũ của bộ tộc Âu Việt ở phía bắc, mà ngày nay là một phần phía nam tỉnh Quảng Tây (Trung Quốc) và lãnh thổ của Lạc Việt ở miền bắc Việt Nam. Âu Lạc có ranh giới phía bắc là sông Tả Giang (Quảng Tây) đến phía nam là dãy núi Hoành Sơn ở Hà Tĩnh hiện nay.

## Tổ chức nhà nước

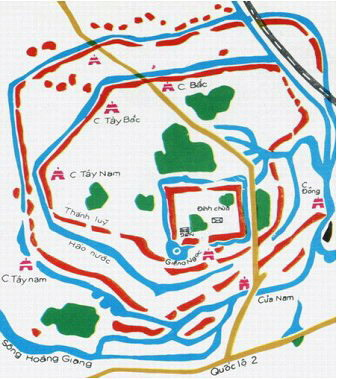
Sơ đồ thành Cổ Loa.

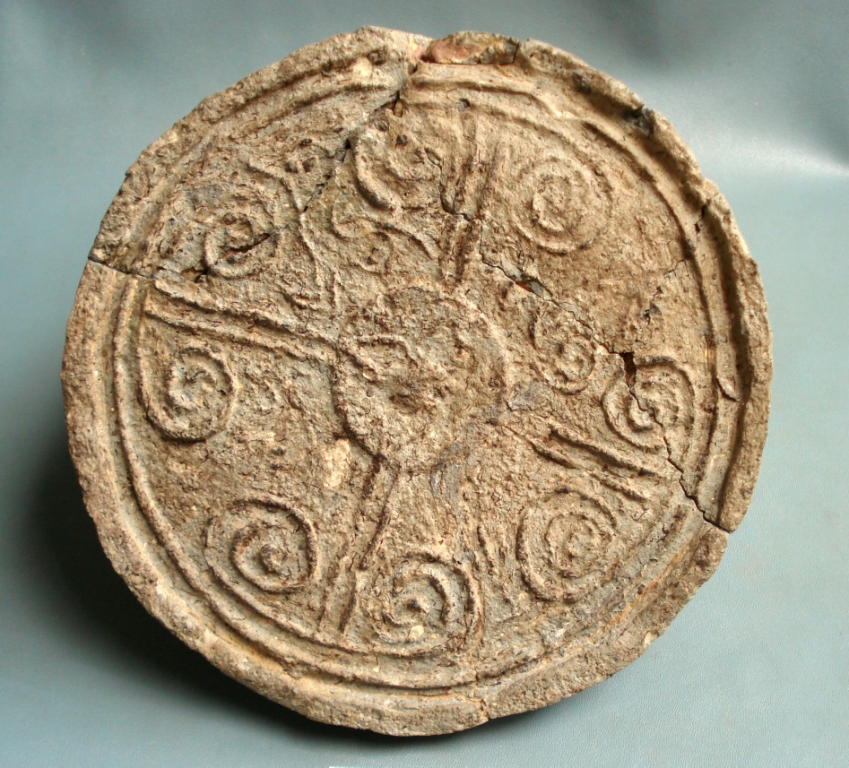
Bề mặt ngói ống tại Cổ Loa

Dựa trên các cơ sở của nhà nước Văn Lang, An Dương Vương cũng để nguyên cơ cấu các bộ tộc như dưới thời các vua Hùng, Quan lại giúp việc cho An Dương Vương cũng là các lạc hầu, lạc tướng.

## Thành Cổ Loa
Dấu tích của thời Âu Lạc để lại đến ngày nay là hệ thống thành Cổ Loa và hàng vạn mũi tên đồng được khai quật ở gần thành cổ. Thành Cổ Loa được các nhà khảo cổ học đánh giá là "tòa thành cổ nhất, quy mô lớn vào bậc nhất, cấu trúc cũng thuộc loại độc đáo nhất trong lịch sử xây dựng thành lũy của người Việt cổ".
Thành Cổ Loa theo tương truyền gồm 9 vòng xoáy trôn ốc, nhưng căn cứ trên dấu tích hiện còn, các nhà khoa học nhận thấy thành có 3 vòng, trong đó vòng thành nội rất có thể được làm về sau, dưới thời Ngô Quyền. Chu vi vòng ngoài 8 km, vòng giữa 6,5 km, vòng trong 1,6 km, diện tích trung tâm lên tới 2 km². Mặt ngoài lũy dốc thẳng đứng, mặt trong thoải để đánh vào thì khó, trong đánh ra thì dễ. Lũy cao trung bình từ 4–5 m, có chỗ cao đến 8–12 m. Chân lũy rộng 20–30 m, mặt lũy rộng 6–12 m. Khối lượng đất đào đắp ước tính 2,2 triệu mét khối. Trên địa phận thành, các nhà khảo cổ đã từng khai quật được nhiều mộ cổ, hàng vạn mũi tên đồng ba cạnh, khuôn đúc mũi tên, rìu lưỡi xéo bằng đồng, trống đồng và thậm chí cả ngói ống.
Từ năm 1959 ở Cổ Loa đã phát hiện được kho tên đồng hàng vạn mũi tại khu vực Cầu Vực. Cuộc khai quật Đền Thượng năm 2005 phát hiện di tích lò đúc mũi tên đồng cùng các khuôn đúc mũi tên ba cạnh, cho phép xác định rằng khu vực tây nam thành Trong xưa là một binh xưởng đúc mũi tên trang bị cho quân đội của An Dương Vương. Có hai chiếc lẫy nỏ trưng bày ở Bảo tàng Lịch sử quốc gia được phát hiện ở Cổ Loa, có niên đại cách ngày nay khoảng 2500 – 2000 năm

## Kháng chiến chống quân Tần xâm lược

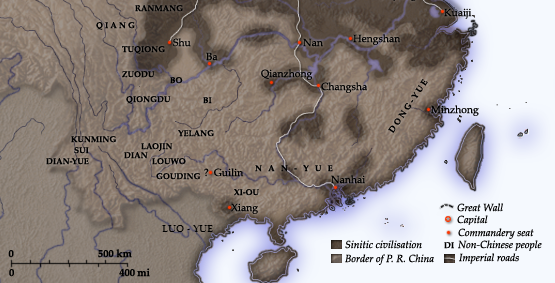
Bản đồ các khu vực lẻ tẻ do nhà Tần chiếm được của các nhóm tộc Bách Việt ở phía Nam sông Dương Tử sau năm 210 TCN.

Theo Sử ký Tư Mã Thiên của sử gia người Hán - Tư Mã Thiên viết vào thế kỷ 1 TCN, năm 218 TCN hoàng đế nhà Tần - Tần Thủy Hoàng sai hiệu uý Đồ Thư mang 50 vạn quân xâm lược các bộ tộc Việt ở phía Nam. Người Việt dùng chiến tranh du kích chống lại dẫn tới cuộc chiến kéo dài tới 10 năm, Đồ Thư bị diệt, người Âu Lạc bảo vệ được lãnh thổ.
Tượng Thục Phán bằng đồng được đặt bên trong đền thờ An Dương Vương ở Cổ Loa, huyện Đông Anh, Hà Nội.
Cuộc kháng chiến chống xâm lược Tần là cuộc kháng chiến bảo vệ đất nước đầu tiên trong chính sử Việt Nam.

## Sụp đổ

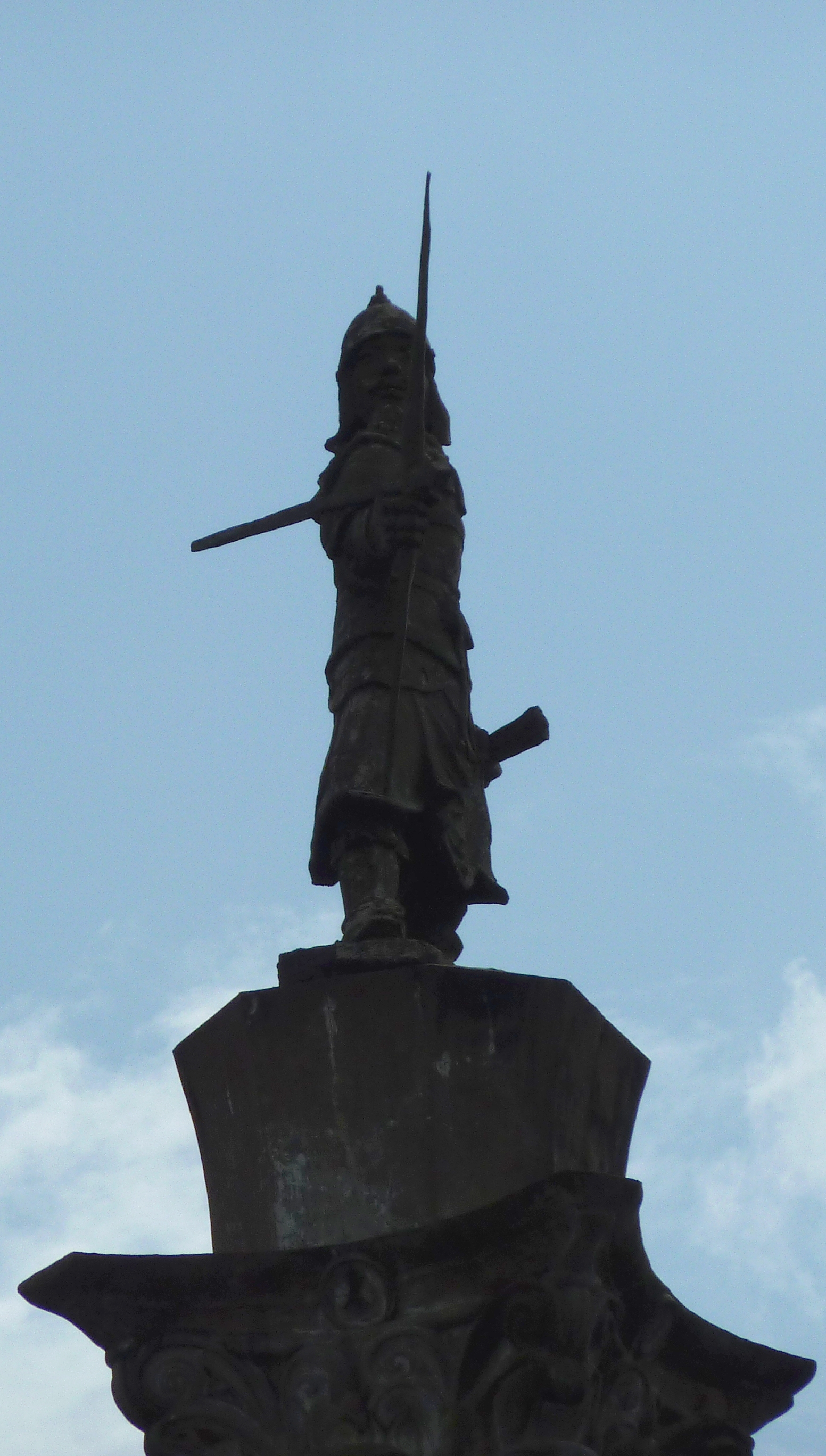
Tượng An Dương Vương ở Quận 5, Thành phố Hồ Chí Minh

Theo hai bộ sử ký Đại Việt sử ký toàn thư (viết ở thế kỷ 15) và Đại Việt sử lược (viết ở thế kỷ 13), thì nhà nước Âu Lạc kết thúc vào năm 208 TCN sau khi An Dương Vương bị Triệu Đà (một viên quan nhà Tần ở Quảng Đông - Trung Quốc) đánh bại và sáp nhập.
Tuy nhiên theo bộ Sử ký của Tư Mã Thiên (quan nhà Hán) (thế kỷ 1 TCN) lại viết rằng Tây Âu Lạc (tức nước Âu Lạc phía Tây) bị Triệu Đà đánh bại ngay sau khi thái hậu nhà Hán là Lữ Hậu chết, Lữ Hậu chết năm 180 TCN, vì thế một số sách báo ngày nay cũng viết Âu Lạc sụp đổ năm 179 TCN.

## Một số tài liệu tham khảo
1. ↑  Kiernan 2019, tr. 67.
2. ↑  ĐVSKTT (tập 1): "王既併文郎國，改國號曰甌貉國。"
"Vị vua sau đấy sáp nhập nước Văn Lang, đổi quốc hiệu thành Âu Lạc."
3. ↑  Thái sử công thư (trang 113): "且南方卑濕，蠻夷中間，其東閩越千人眾號稱王，其西甌駱裸國亦稱王。
"Thả nam phương ti thấp, Man Di trung gian, kì đông Mân Việt thiên nhân chúng hiệu xưng Vương, kì tây Âu Lạc khỏa quốc diệc xưng Vương"
4. ↑  Đại Việt sử ký toàn thư, quyển I Lưu trữ ngày 16 tháng 12 năm 2009 tại Wayback Machine.
5. ↑  Phan Huy Lê và đồng nghiệp 1991, tr. 129–130
6. ↑  "Kinh đô Cổ Loa – Trong Lịch sử hình thành Văn minh Đại Việt". Trung tâm Nghiên cứu Hoàng thành. 2016. Bản gốc lưu trữ ngày 30 tháng 11 năm 2016. Truy cập ngày 3 tháng 12 năm 2022.
7. ↑  "Tìm hiểu về tướng quân Cao Lỗ và chiếc lẫy nỏ trưng bày ở Bảo tàng Lịch sử quốc gia". Bảo tàng Lịch sử Quốc gia. Truy cập ngày 26 tháng 9 năm 2024.
8. ↑  Sử ký Tư Mã Thiên, Quyển 113, mục Nam Việt liệt truyện, chép: "佗因此以兵威邊，財物賂遺閩越、西甌駱，役屬焉，東西萬餘里。" (Đà nhân thử dĩ binh uy biên, tài vật lộ di Mân Việt, Tây Âu Lạc, dịch thuộc yên, đông tây vạn dư lý)

- Đại Việt sử ký toàn thư - Ngô Sĩ Liên
- Đại Việt sử lược - khuyết danh, Trần Quốc Vượng dịch